# Maranchón
Maranchón bezeichnet einen Ort und eine Gemeinde (municipio) mit 218 Einwohnern (Stand: 2024) im Nordosten der Provinz Guadalajara in der Autonomen Gemeinschaft Kastilien-La Mancha in Zentralspanien. Die katholische Kirchengemeinde gehört zum Bistum Sigüenza-Guadalajara.

## Lage
Der Ort Maranchón liegt im Iberischen Gebirge im Nordosten der Provinz Guadalajara nahe der Grenze zur Provinz Soria in einer Höhe von ca. 1250 Metern ü. d. M. Die Entfernung zur südwestlich gelegenen Provinzhauptstadt Guadalajara beträgt ca. 100 Kilometer (Fahrtstrecke). Die Stadt Sigüenza befindet sich etwa 42 Kilometer westlich; der kleine aber historisch und kulturell bedeutsame Ort Medinaceli liegt nur etwa 30 Kilometer in nordwestlicher Richtung entfernt. Auf dem Gemeindegebiet beim Dorf Clares entspringt der Río Tajuña.

## Bevölkerungsentwicklung
| Jahr      | 1960 | 1970 | 1981 | 1991 | 2001 | 2010 |
| Einwohner | 727  | 660  | 353  | 225  | 208  | 288  |

In den 1960er Jahren wurden die ehemals eigenständigen Dörfer Clares, Balbacil, Turmiel und Codes eingemeindet. In der ersten Hälfte des 20. Jahrhunderts hatte die damals flächenmäßig noch bedeutend kleinere Gemeinde zeitweise sogar über 2.000 Einwohner. Die zunehmende Mechanisierung der Landwirtschaft und der daraus resultierende Verlust an Arbeitsplätzen haben in hohem Maße zu dem deutlichen Rückgang der Bevölkerung in den letzten Jahrzehnten beigetragen. 

## Wirtschaft
Die Gemeinde lebte jahrhundertelang ausschließlich vom Getreideanbau (Gerste und Weizen), der hauptsächlich für die Selbstversorgung betrieben wurde; die Viehhaltung (Rinder, Schafe, Ziegen, Hühner) spielte jedoch lange Zeit eine bedeutend wichtigere Rolle. Der Ort Maranchón diente jahrhundertelang als merkantiles, handwerkliches und kulturelles Zentrum für die inzwischen zumeist verschwundenen Weiler und Einzelgehöfte in seiner Umgebung. Heute dominiert die Landwirtschaft immer noch das Wirtschaftsleben, doch sind auch Einnahmen aus dem Tourismus (Vermietung von Ferienwohnungen) zu verzeichnen. Auf dem Gebiet der Gemeinde wurde in den 2000er Jahren vom spanischen Energieriesen Iberdrola S.A. ein Windpark mit einer Gesamtleistung von über 200 MW installiert.

## Geschichte
Beim Dorf Clares wurde eine keltiberische Nekropole freigelegt; dagegen wurden bislang weder römische noch westgotische Spuren entdeckt. Nach der arabisch-maurischen Eroberung entvölkerten sich weite Gebiete im Norden der Iberischen Halbinsel, die nach der im 10. Jahrhundert begonnenen und in der zweiten Hälfte des 11. Jahrhunderts unter Alfons VI. vollendeten Rückeroberung (reconquista) Neukastiliens, die in der Einnahme der etwa 200 Kilometer weiter südwestlich gelegenen Stadt Toledo im Jahr 1085 ihren vorläufigen Höhepunkt fand, neu- oder wiederbesiedelt wurden (repoblación).

## Sehenswürdigkeiten
Maranchón

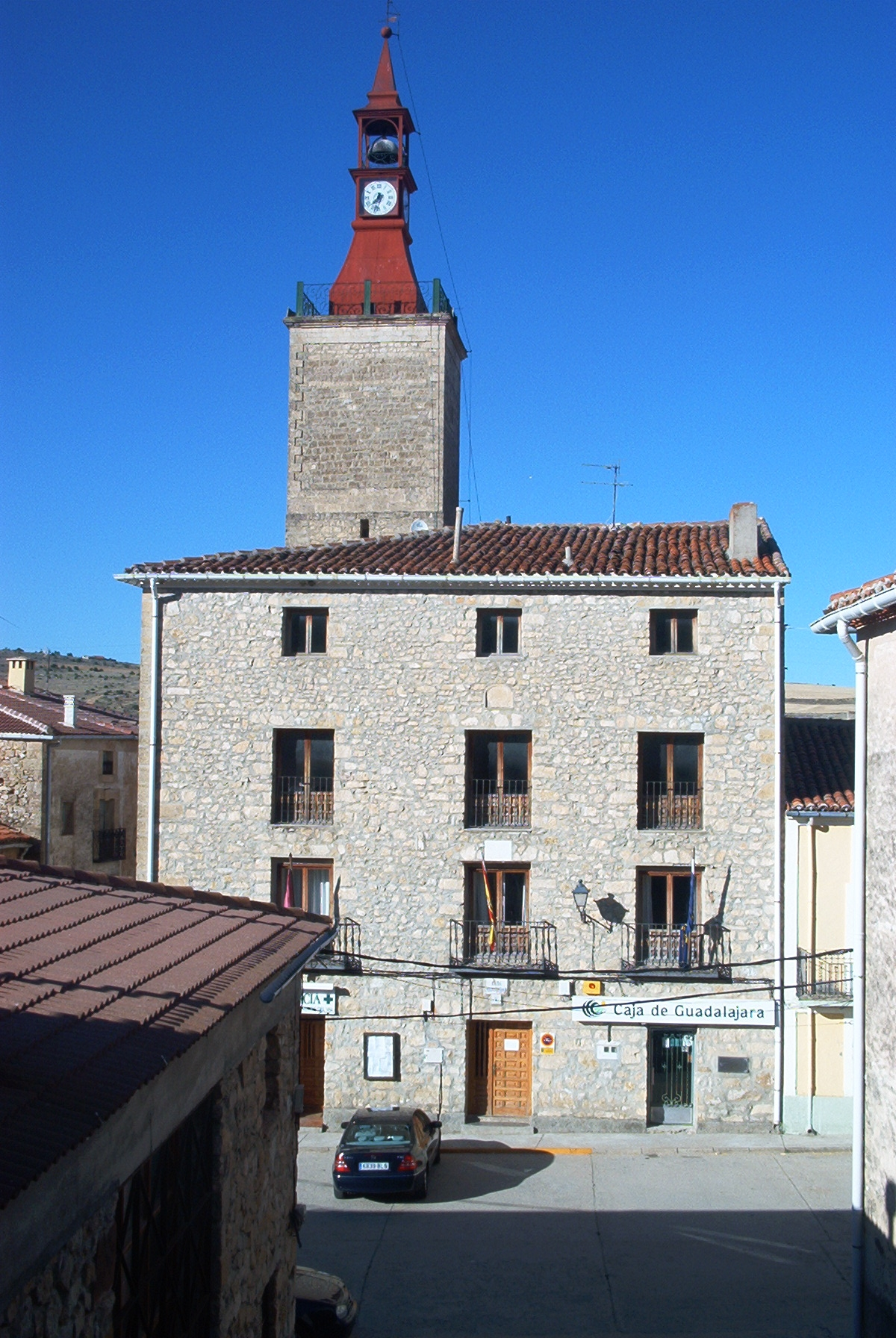
Maranchón – Torre de Reloj

- Die Häuser des Ortes sind zumeist aus Bruchsteinen gemauert; später wurden viele verputzt.
- Die Pfarrkirche (Nuestra Señora de la Asunción) ist ein einschiffiger Bau aus dem 16./17. Jahrhundert mit einem sehenswerten barocken Portal auf der Südseite.
- Der Uhrturm (Torre de Reloj) wurde im 18. Jahrhundert errichtet und überragt selbst den Kirchturm.
- Die Einsiedlerkirche (Ermita de la Virgen de los Olmos) steht etwa einen Kilometer vom Ort entfernt.
- Ein wahrscheinlich barocker Brunnen (Fuente Vieja) steht auf einem Platz im Ortszentrum.

Clares
- Die der Himmelfahrt Mariens geweihte Kirche Nuestra Señora de la Asunsión stammt aus dem 16./17. Jahrhundert und hat einen zu klein oder baufällig gewordenen romanischen Vorgängerbau ersetzt, aus dem noch das steinerne Taufbecken erhalten ist.
- Etwas außerhalb des noch etwa 15 Einwohner zählenden Dörfchens Clares wurde bereits im Jahr 1914 eine keltiberische Nekropole freigelegt, die – zusammen mit den beiden Fundstätten bei Anguita – aufgrund der hier gemachten Funde zu den wichtigsten in Nordspanien gehört. Ein als Diadem oder Halskette interpretierter Schmuck mit Perlen aus gebranntem Ton (arcilla cocida) sowie zwei weitere Stücke befinden sich heute im Museo Arqueológico Nacional in Madrid.